# Jan de Jong (televisie)
Johannes Anthonius Cornelus Maria (Jan) de Jong (Delft, 29 maart 1967) is een Nederlands bestuurder van de Eredivisie CV en voormalig algemeen directeur bij de NOS en Feyenoord.

## Carrière

### NOS
De Jong begon zijn journalistieke loopbaan in 1986 bij Veronica Sport. In 1993 ging hij bij de NOS werken, waar hij startte als stagiair. Vanaf datzelfde jaar ondersteunde hij als beleidsmedewerker de leiding van NOS Studio Sport. In 1996 werd hij hoofd marketing en communicatie en was hij tevens verantwoordelijk voor juridische zaken en sales. Daarnaast richtte hij in 2001, samen met regisseur Martijn Lindenberg, het NOS Sportrechtenbureau op. De Jong maakte vanaf 1 april 2005 deel uit van de directie van de NOS. Tot 1 mei 2010 was hij mediadirecteur en vanaf die dag was hij algemeen directeur.

### Feyenoord
In november 2017 volgde De Jong Eric Gudde op als algemeen directeur bij voetbalclub Feyenoord. Na anderhalf jaar verliet hij de club door een verschil van inzicht met de raad van commissarissen.

### Eredivisie CV
Op 3 mei 2020 werd bekend dat De Jong interim-directeur van de Eredivisie CV zou worden. Op 1 juni van datzelfde jaar zou hij de naar NAC Breda vertrokken Mattijs Manders opvolgen. Manders liet een onrustige organisatie achter. Die onrust werd veroorzaakt door de gevolgen van het coronavirus op het betaalde voetbal. Aan De Jong de taak om de organisatie in rustiger vaarwater te brengen. In september van dat jaar werd De Jong definitief aangesteld als directeur Eredivisie CV. De Jong zette zich, samen met Marc Boele van de Coöperatie Eerste Divisie, in voor de eenwording van de organisaties om de sportieve- en commerciële belangen van het Nederlands betaald voetbal beter te kunnen vertegenwoordigen.